# The Black Marble
The Black Marble è un film del 1980 diretto da Harold Becker.
È un film commedia statunitense a sfondo poliziesco con Robert Foxworth, Paula Prentiss e Harry Dean Stanton. È basato sul romanzo del 1978 The Black Marble di Joseph Wambaugh che ha curato anche la sceneggiatura.

## Produzione
Il film, diretto da Harold Becker su una sceneggiatura e un soggetto di Joseph Wambaugh (autore del romanzo), fu prodotto da Frank Capra Jr. per la Black Marble Company e girato a Los Angeles in California.

## Distribuzione
Il film fu distribuito negli Stati Uniti dal 7 marzo 1980 dalla AVCO Embassy Pictures.
Alcune delle uscite internazionali sono state:
- in Francia nel settembre del 1980 (Flics-Frac!, al Deauville Film Festival)
- in Australia il 19 marzo 1981
- in Danimarca il 30 marzo 1981 (Alle bliver sorteper)
- in Spagna il 16 aprile 1981 (Con amor y con humor)
- in Norvegia il 16 luglio 1994 (Nattpatrulje, in prima TV)
- in Polonia (Czarny marmur)
- a Panama (Dos detectives super locos)
- in Germania Ovest (Hollywood Cops e, in prima TV, Nieten unter sich)
- a Cuba (La bola negra)
- a Porto Rico (La canica negra)
- in Messico (Llámame Natacha)
- in Finlandia (Mustaa marmoria)
- in Italia (The Black Marble)

## Critica
Secondo Leonard Maltin nel film "manca l'ironia che caratterizza il romanzo".

## Promozione
Le tagline sono:
- "A WILD, WICKED DETECTIVE STORY as only Joseph Wambaugh could tell it!".
- "JOSEPH WAMBAUGH'S DONE IT AGAIN. But he has never done it like this.".
- "The Black Marble" is a motion picture different than anything JOSEPH WAMBAUGH has ever written.".

## Premi e riconoscimenti
- Edgar Allan Poe Award a Joseph Wambaugh